# Göran Sällfors
Göran Bertil Sällfors, född 9 mars 1946, är en svensk professor emeritus i geologi och geoteknik. Han har varit verksam vid Chalmers tekniska högskola i Göteborg.

## Biografi
Sällfors disputerade 1975 på en avhandling  om geotekniska egenskaper hos lera och har därefter fortsatt forska och publicera inom detta område. Han har gett betydelsefulla bidrag till hur man kan mäta upp, karakterisera och analysera hållfasthet hos lera och jord och hur man på ett tillförlitligt sätt kan utforma byggnader och konstruktioner på sådana underlag.  
Han arbetade i den av IVA tillsatta Skredkommissionen, en kommission under Ingenjörsvetenskapsakademien för forskning, utveckling och information i jordskredsfrågor, som bildades 1988 och avslutade sitt arbete under hösten 1996. Han har deltagit i flera utredningar av större jordskred, till exempel Agnesbergsskredet och Skredet i Vagnhärad.  
1990 utnämndes Sällfors till professor i "Geotechnical and foundation engineering". 2006 tilldelades han Svenska Geotekniska föreningens pris. Hans lärobok i Geoteknik utkom 2013 i sin femte upplaga.  

## Utmärkelser
- 2006 Svenska geotekniska föreningens pris,[7][8] med motiveringen: "Pristagaren har under många år verkat på ett förtjänstfullt sätt som forskare, forskningshandledare, lärare och rådgivare. Han har i hög grad nationellt och internationellt medverkat till en ökad förståelse för lösa jordars egenskaper. Pristagaren har ägnat speciell fokus mot nya revolutionerande metoder för bestämning av lerors deformationsegenskaper. Pristagaren har tidigt medverkat till att införa statistiska metoder inom geotekniken. Pristagaren har målmedvetet tillämpat sin omfattande kunskap i praktisk verksamhet och alltid hävdat geoteknikens betydelse till nytta för byggbranschen och samhället. Han har på ett pedagogiskt och systematiskt sätt arbetat målmedvetet för att skapa förståelse för geotekniska problemställningar och en kunskapsuppbyggnad hos byggbranschens aktörer. Alla förtjänstfulla insatser inom geotekniken i Sverige som pristagaren har åstadkommit innebär att Göran Sällfors får SGF:s pris år 2006."